# Serhat Balcı
Serhat Balcı (* 15. března 1982 Istanbul) je bývalý turecký zápasník–volnostylař.

## Sportovní kariéra
Zápasit začal se v rodném Istanbulu v 9 letech v klubu Haydarpaşa Demirspor pod vedením svého strýce. Vedle volného stylu se věnoval i národnímu zápasu. Jeho rodina pochází z samsunské horské obce Ladik. V průběhu své dlouhé sportovní kariéry reprezentoval několik klubů. V turecké mužské reprezentaci se pohyboval od roku 2002 ve váze do 84 kg. V roce 2004 prohrál nominaci na olympijské hry v Athénách s Gökhanem Yavaşerem. V roce 2007 se pátým místem na mistrovství světa v Baku kvalifikoval na olympijské hry v Pekingu. V Pekingu startoval jako reprezentant městského sportovního klubu Amasya a postoupil do semifinále, ve kterém prohrál ve dvou setech 0:2 s reprezentantem Tádžikistánu Jusupem Abdusalamovem. V souboji o třetí místo prohrál s Ukrajincem Tarasem Daňkem 0:2 na sety a obsadil dělené 5. místo.
Od roku 2009 přešel do vyšší váhy do 96 kg. V roce 2011 se druhým místem na domácím mistrovství světa v Istanbulu kvalifikoval na olympijské hry v Londýně. V Londýně zastupoval istanbulský klub Sancaktepe a prohrál v úvodním kole s reprezentantem Kyrgyzstánu Magomedem Musajevem ve třech setech v poměru 1:2. Vzápětí se rozloučil s reprezentací. Pravidelně startuje na národním turnaji Kırkpınar v Edirne.

## Výsledky
| Turnaj             | 1998 | 1999 | 2000 | 2001 | 2002 | 2003 | 2004 | 2005 | 2006 | 2007 | 2008 | 2009 | 2010 | 2011 | 2012 |
| Turnaj             | 16   | 17   | 18   | 19   | 20   | 21   | 22   | 23   | 24   | 25   | 26   | 27   | 28   | 29   | 30   |
| Turnaj             | -85  | -85  | -85  | -85  | -84  | -84  | -84  | -84  | -84  | -84  | -84  | -96  | -96  | -96  | -96  |
| ------------------ | ---- | ---- | ---- | ---- | ---- | ---- | ---- | ---- | ---- | ---- | ---- | ---- | ---- | ---- | ---- |
| Olympijské hry     |      |      | —    |      |      |      | —    |      |      |      | 5.   |      |      |      | úč.  |
| Mistrovství světa  | —    | —    |      | —    | úč.  | —    |      | úč.  | úč.  | 5.   |      | 3.   | 8.   | 2.   |      |
| Mistrovství Evropy | —    | —    | —    | —    | 7.   | úč.  | —    | 2.   | —    | 3.   | 8.   | 3.   | 3.   | —    | 3.   |
| MS juniorů         | —    | —    | 7.   | —    |      |      |      |      |      |      |      |      |      |      |      |
| ME juniorů         | —    | —    | 5.   |      | 1.   |      |      |      |      |      |      |      |      |      |      |
| MS dorostenců      | 1.   | 3.   |      |      |      |      |      |      |      |      |      |      |      |      |      |